# Kinesisk serov
Kinesisk serov (Capricornis milneedwardsii) är ett partåigt hovdjur som förekommer i Asien.
Serovernas taxonomi är fortfarande omstridd. Olika populationer som tidigare räknades till kinesisk serov kan tillhöra en annan art och tvärtom.

## Utbredning
Enligt Internationella naturvårdsunionen sträcker sig artens utbredningsområde från centrala Kina till Myanmar, Laos, norra Vietnam, västra Kambodja och i Thailand fram till centrala Malackahalvön. Kinesisk serov lever i kulliga samt klippiga områden och i bergstrakter upp till 4500 meter över havet. Den lever i skogar och i andra områden med träd. Djuret hittas även på några mindre öar nära det sydostasiatiska fastlandet. Arten når dessa öar simmande.

## Utseende
Djuret når en kroppslängd (huvud och bål) av 140 till 170 cm, en mankhöjd av 90 till 100 cm, en svanslängd av 11,5 till 16 cm och en vikt av 85 till 140 kg. Öronen är 17,5 till 20,5 cm långa. Kroppen är huvudsakligen täckt av svartaktig päls som kan ha en röd eller silver skugga. Den röda skuggan finns egentligen bara på nedre benen. Typiskt är en tjockare man kring halsen och axlarna. Manens färg varierar beroende population mellan svart och ljusgrå. Kinesisk serov har lite böjda horn som är längre och robustare än hos andra släktmedlemmar.

## Ekologi
Individerna är främst aktiva på natten och de lever ensam när honan inte är brunstig. Födan utgörs huvudsakligen av blad och unga växtskott. Arten vandrar uppför till bergsängar under sommaren.

## Status
Kinesisk serov jagas för köttets och pälsens skull. Den är i olika delar av utbredningsområdet skyddad enligt lag och den hittas i flera naturskyddsområden. IUCN uppskattar att hela beståndet minskade med upp till 30 procent under de gångna 21 åren (tre generationer, räknad från 2008) och listar arten som nära hotad (NT).